# Pazardżik
Pazardżik (bułg. Пазарджик) – miasto w środkowej Bułgarii, na Nizinie Górnotrackiej, nad rzeką Marica.
Administracyjny ośrodek obwodu Pazardżik i gminy Pazardżik. Założone w XV wieku. Przemysł spożywczy (m.in. młynarstwo, przetwórstwo owoców i warzyw, winiarstwo), włókienniczy, chemiczny, gumowy, metalowy, skórzano-obuwniczy; węzeł drogowy; muzeum; meczety z XVI–XVII wieku.
Liczba mieszkańców 15 marca 2015 r. wynosiła 76 739.

## Miasta partnerskie
- Aerodrom, Macedonia Północna
- As-Salt, Jordania
- Borysów, Białoruś
- Czechow, Rosja
- Drama, Grecja
- Stawropol, Rosja
- Tatabánya, Węgry
- Thái Bình, Wietnam
- West Bend, Stany Zjednoczone